# Moret-sur-Loing
Moret-sur-Loing je francouzská obec v departementu Seine-et-Marne v regionu Île-de-France. V roce 2012 zde žilo 4 305 obyvatel.
Při východním okraji obce protéká řeka Loing a souběžně s ní vede plavební kanál. Ještě na území obce se řeka a kanál spolu spojí a pak zhruba 2 km severozápadně od města se zleva vlévají do řeky Seiny.

## Sousední obce
Écuelles, Épisy, Fontainebleau, Montigny-sur-Loing, Saint-Mammès, Veneux-les-Sablons

## Vývoj počtu obyvatel
Počet obyvatel